# تيموثي لي بارنويل
تيموثي لي بارنويل (بالإنجليزية: Timothy Lee Barnwell)‏ هو مصور أخبار ومصور وصحفي أمريكي، ولد في 17 فبراير 1955.

## وصلات خارجية
- الموقع الرسمي